# دبوس مشبك

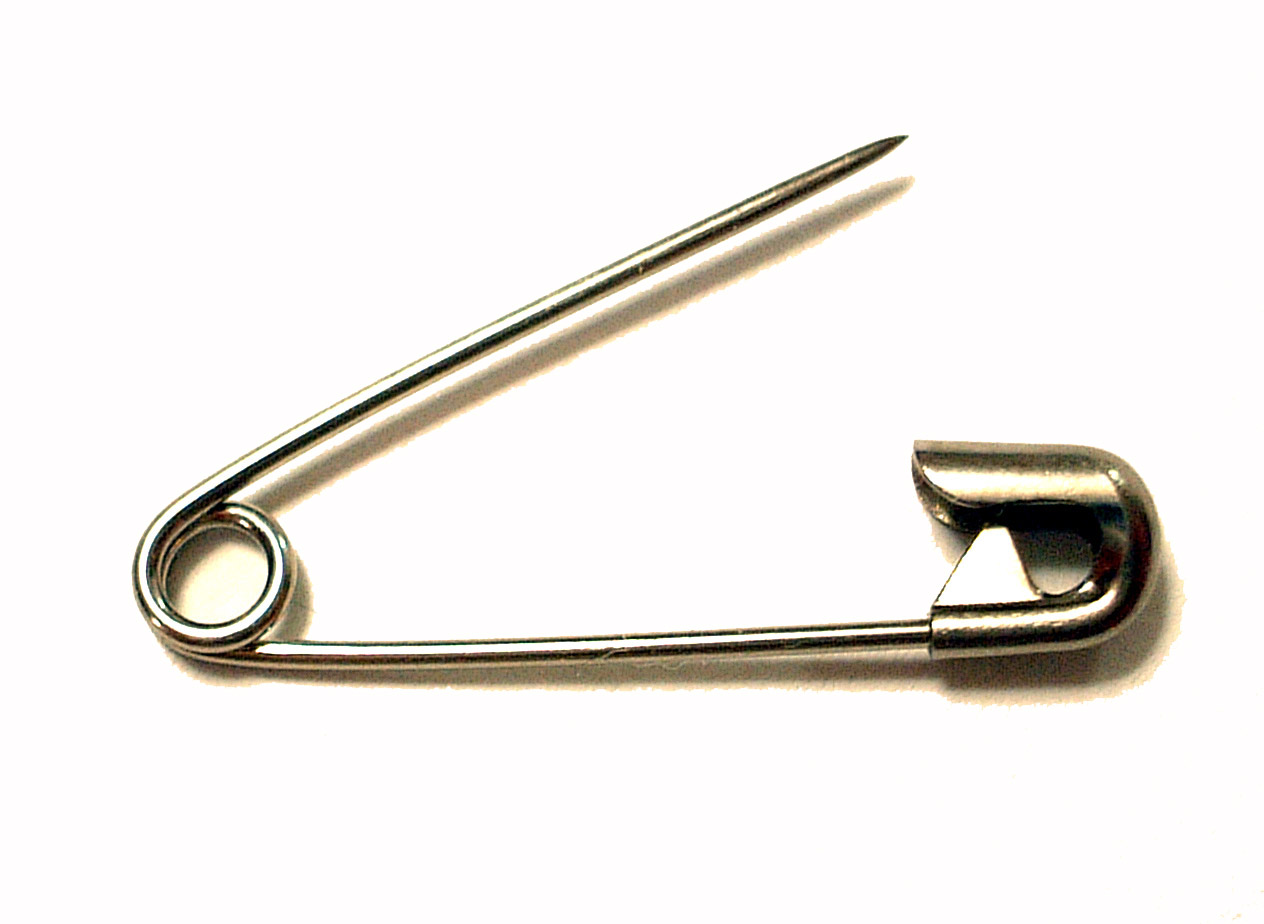
دبوس مشبك

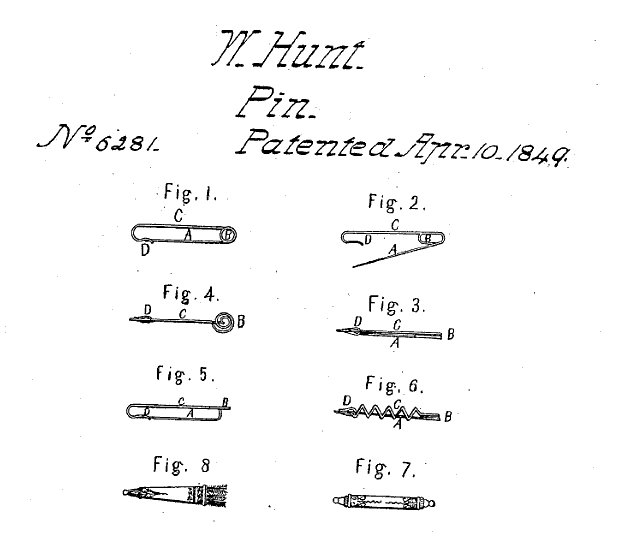
براءة اختراع المخترع والتر هانت لدبوس المشبك ورقمها هو 6281 في سجل الإختراعات شهر 10 أبريل من عام 1849

دبوس مشبك أو شَكَّالَة أو دبوس أمان (بالإنجليزية: Safety Pin)‏ هو دبوس ملابس يتميز بكونه مختلفاً عن الدبوس العادي وذلك بسبب آليته البسيطة في الغلق والإقفال، حيث يقوم بالغلق على نفسه مكوناً بذلك حلقة معدنية مغلقة، ويتميز دبوس المشبك أيضاً بتغطية نهايته الحادة حتى لايؤذي الجسم في أثناء وضعه على الملابس .

## إختراع دبوس المشبك
اختراعه المخترع الأمريكي والتر هانت.